# Yuliana Angulo
Yuliana Angulo (6 de julio de 1994) es una velocista ecuatoriana. Compitió en el relevo femenino de 4 × 100 metros en el Campeonato Mundial de Atletismo de 2017.

## Biografía
Yuliana Angulo nació el 6 de julio de 1994 en Santo Domingo de los Tsáchilas, Ecuador.

## Deporte
Yuliana Angulo es una competidora de atletismo, que compite en las disciplinas de velocidad y salto de longitud, siendo este último su especialidad.
En 2015 logró el récord nacional absoluto con 6,50 metros de salto en el Gran Prix de Colombia.
Estuvo bajo el entrenamiento del cubano Miltán Matos. Debido a una lesión al pisar mal en su casa, no pudo competir en el Gran Prix de Cuenca, Chile y Perú, para clasificar a los Juegos Olímpicos de Río de 2016, por lo que intentó conseguir la clasificación en el Iberoamericano del 14 de mayo de 2016 en Brasil, en el cual debió superar los 6,70 metros en salto que le exigían.
Integró el equipo de relevos 4 x 100 metros junto a Ángela Tenorio, Marizol Landázuri y Romina Cifuentes, con quienes hizo historia al obtener la primera clasificación de representantes ecuatorianos al Mundial de Atletismo Absoluto en Londres. Este logro vino luego que Angulo sufriera una serie de lesiones las cuales le impidieron participar en los anteriores Juegos Olímpicos en Brasil, llegando a permanecer por seis meses retirada del atletismo debido a una lesión en ambas rodillas. Su entrenamiento fue bajo la tutela de Nelson Gutiérrez.